# Loxahatchee River
Der Loxahatchee River ist ein Fluss im Palm Beach County im US-Bundesstaat Florida.
Seine Quelle befindet sich rund zwei Kilometer westlich der Interstate 95 im Riverbend Park. Nach rund 12 km kreuzt er bei Jupiter den Atlantic Intracoastal Waterway und mündet in den Atlantischen Ozean. Seit dem 17. Mai 1985 steht er als National Wild and Scenic River unter besonderem Schutz und ist neben dem Wekiva River einer von zwei Flüssen in Florida, die unter dieser Bezeichnung geführt werden.